# Hoogovenstoernooi 1968
Het Hoogovenstoernooi 1968 was een schaaktoernooi dat plaatsvond in het Nederlandse Wijk aan Zee. Het werd gewonnen door Viktor Kortsjnoj. Het was de eerste editie van het toernooi die in Hotel Kennemerduin in Wijk aan Zee werd gehouden. Het Kennemer Theater in Beverwijk was te klein geworden om het toernooi te organiseren.

## Eindstand
| Nr.    | Speler               | Punten |
| ------ | -------------------- | ------ |
| Goud   | Viktor Kortsjnoj     | 12     |
| Zilver | Vlastimil Hort       | 9      |
| Zilver | Lajos Portisch       | 9      |
| Zilver | Michail Tal          | 9      |
| 5      | Florin Gheorghiu     | 8½     |
| 6      | Dragoljub Čirić      | 8      |
| 6      | Aleksandar Matanović | 8      |
| 8      | Borislav Ivkov       | 7½     |
| 8      | Hans Ree             | 7½     |
| 10     | Nikola Padevsky      | 7      |
| 10     | Johannes Donner      | 7      |
| 10     | Miliko Bobotsov      | 7      |
| 13     | Nikola Karaklajić    | 6½     |
| 14     | Nicolas Rossolimo    | 6      |
| 15     | Kick Langeweg        | 5      |
| 16     | Dick van Geet        | 3      |